# San Martín (Soba)
San Martín es una localidad del municipio de Soba (Cantabria, España). En el año 2008 contaba con una población de 40 habitantes (INE). La localidad se encuentra a 621 metros de altitud sobre el nivel del mar, y a 3,1 kilómetros de la capital municipal, Veguilla.
- Datos: Q6119319